# Giải Grammy cho trình diễn song tấu hoặc nhóm nhạc giọng pop xuất sắc nhất
Giải Grammy cho trình diễn song tấu hoặc nhóm nhạc giọng pop xuất sắc nhất là một hạng mục trong giải Grammy (trước đây có tên là giải Gramophone), được Viện hàn lâm Nghệ thuật Thu âm Hoa Kỳ thành lập và trao giải từ năm 1966 đến năm 2011. Giải thưởng này được trao nhằm "tôn vinh các cá nhân hoặc tập thể có thành tựu nghệ thuật xuất sắc trong lĩnh vực thu âm, không xét đến doanh số bán album hay vị trí trên các bảng xếp hạng âm nhạc". Hạng mục này đã bị ngưng sau giải Grammy lần thứ 54 bởi một cuộc cải tổ lớn của các nhà tổ chức. Cụ thể là từ năm 2012, tất cả những màn trình diễn của các nhóm nhạc thuộc lĩnh vực pop được chuyển sang một giải có tên gọi mới là Giải Grammy cho Trình diễn song tấu hoặc nhóm nhạc pop xuất sắc nhất. Trong suốt lịch sử của giải thưởng, các đại diện của Hoa Kỳ chiếm ưu thế trong danh sách thắng giải với 39 lần, tiếp theo là các nước Anh (9 lần), Ireland, Canada và Mexico (mỗi nước một lần).
The Statler Brothers trở thành nghệ sĩ đầu tiên đoạt giải ở lễ trao Giải Grammy lần thứ 8 (1966) với ca khúc "Flowers on the Wall". Danh sách các nghệ sĩ đoạt giải hai lần bao gồm The 5th Dimension, The Carpenters, The Black Eyed Peas, Maroon 5, No Doubt, The Bee Gees, Peabo Bryson, Linda Ronstadt, Aaron Neville và Jennifer Warnes. Ban nhạc The Beatles của Anh trở thành nghệ sĩ nhận được nhiều đề cử nhất với tổng cộng 9 lần.

## Danh sách chi tiết

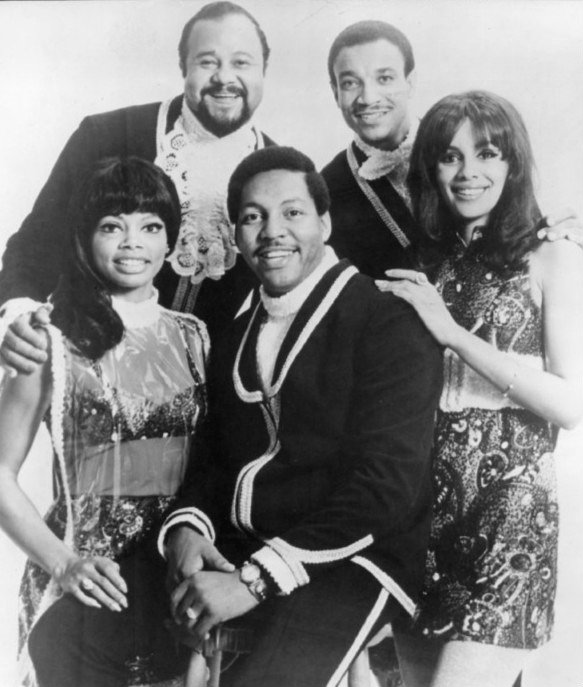
Nhóm nhạc The 5th Dimension từng 2 lần thắng giải năm 1968 và 1970.

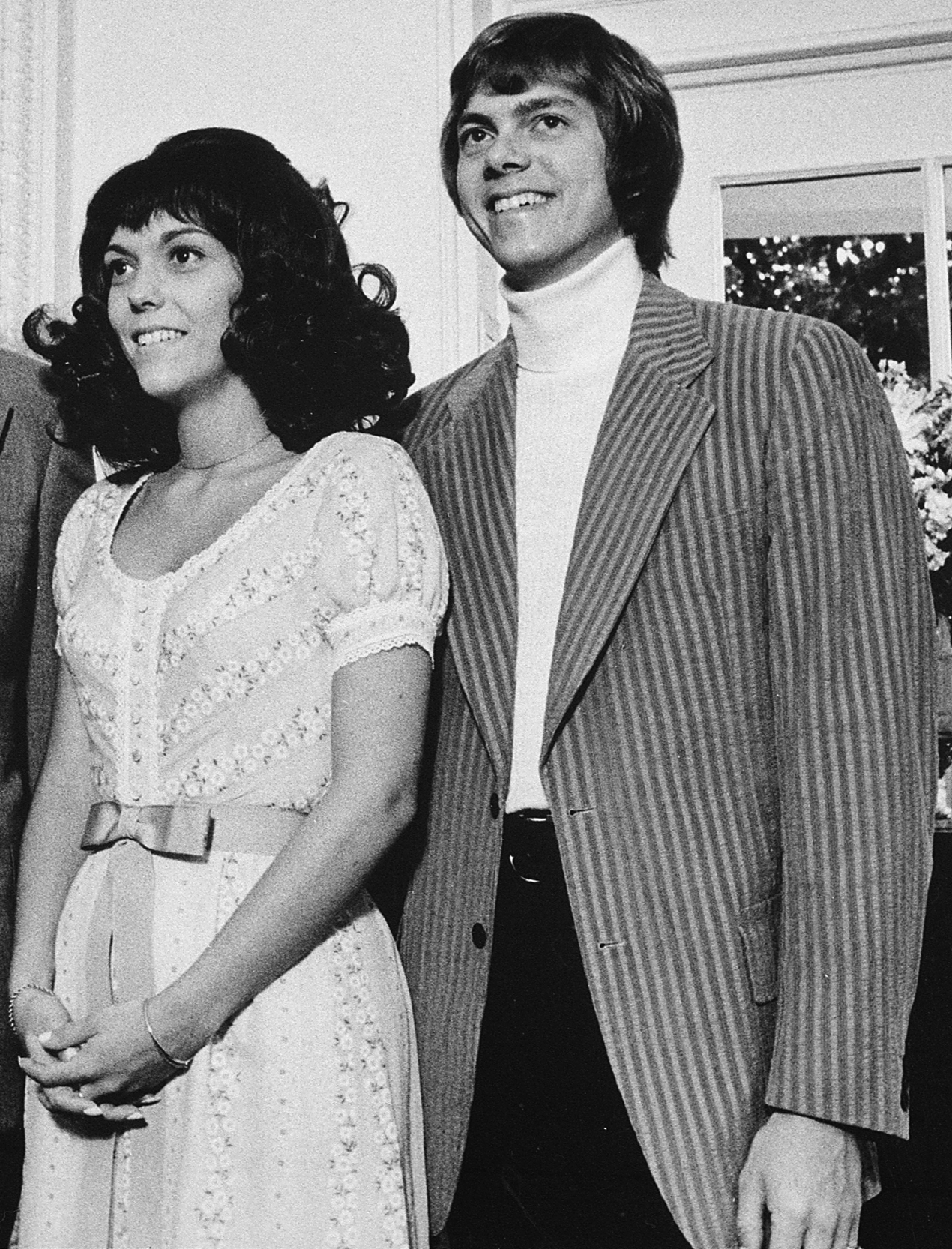
The Carpenters đoạt giải 2 lần liên tiếp năm 1971-1972

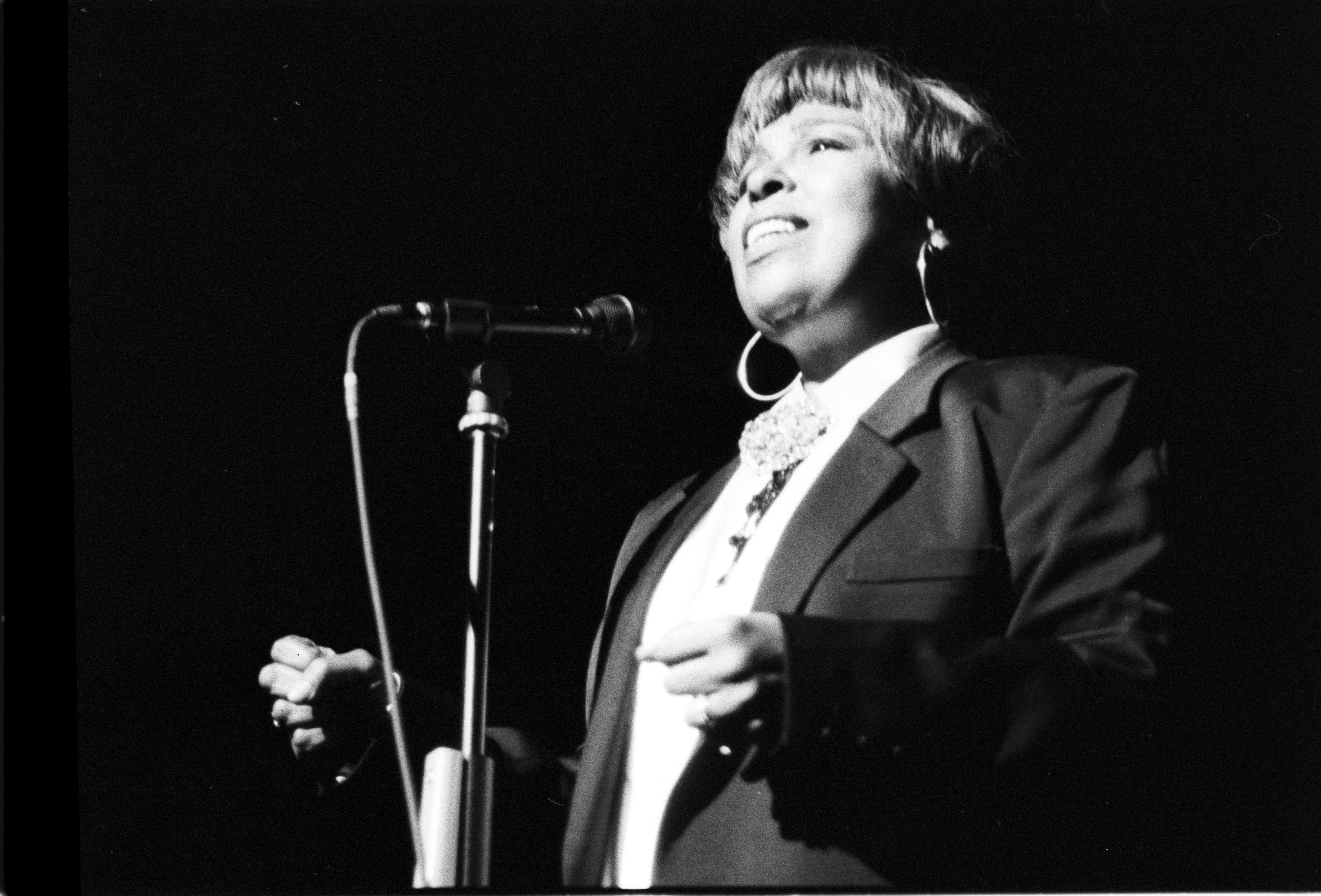
Roberta Flack thắng giải năm 1973.

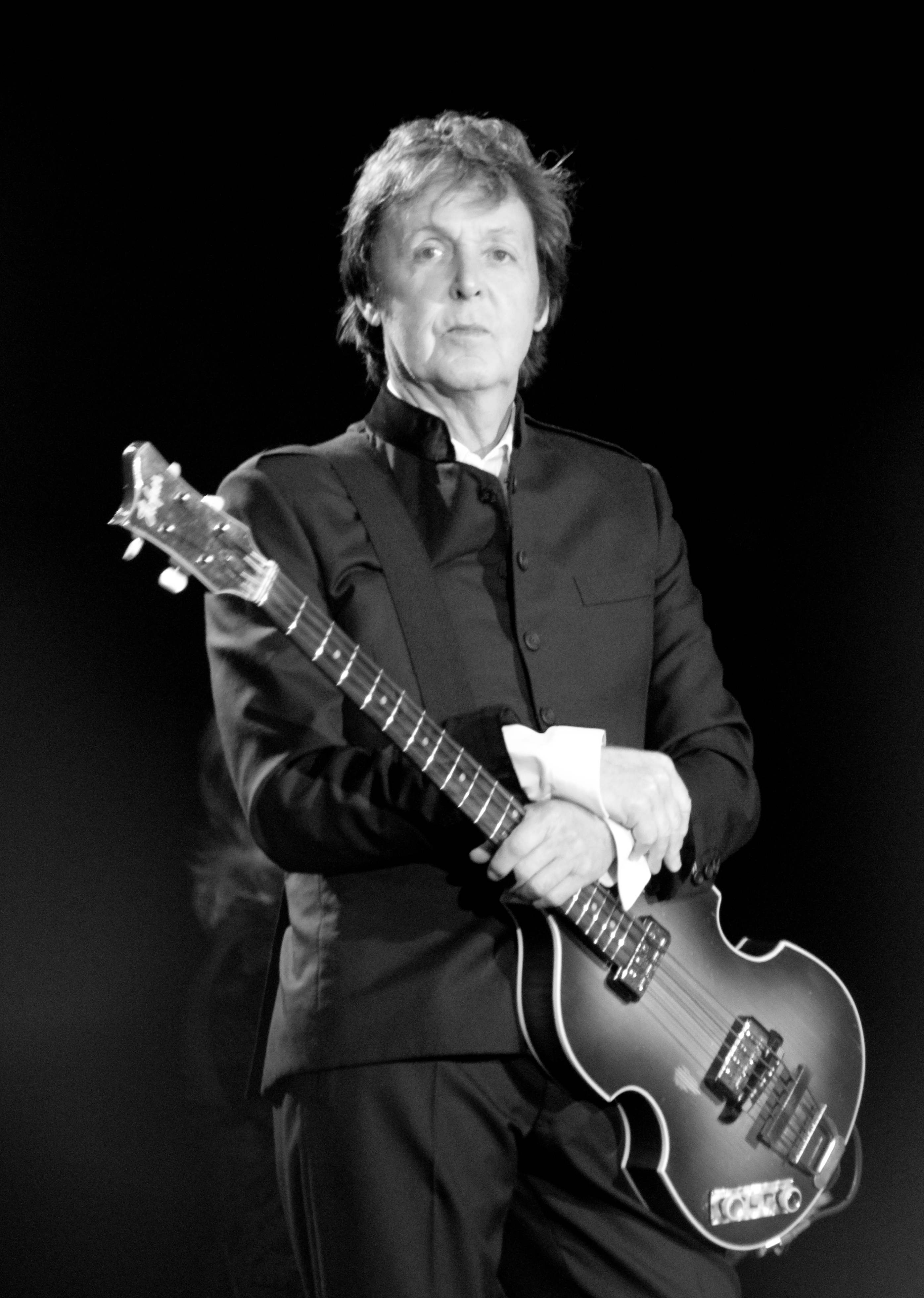
Nghệ sĩ Paul McCartney và Wings đoạt giải năm 1975.

Ban nhạc The Eagles thắng giải năm 1976.

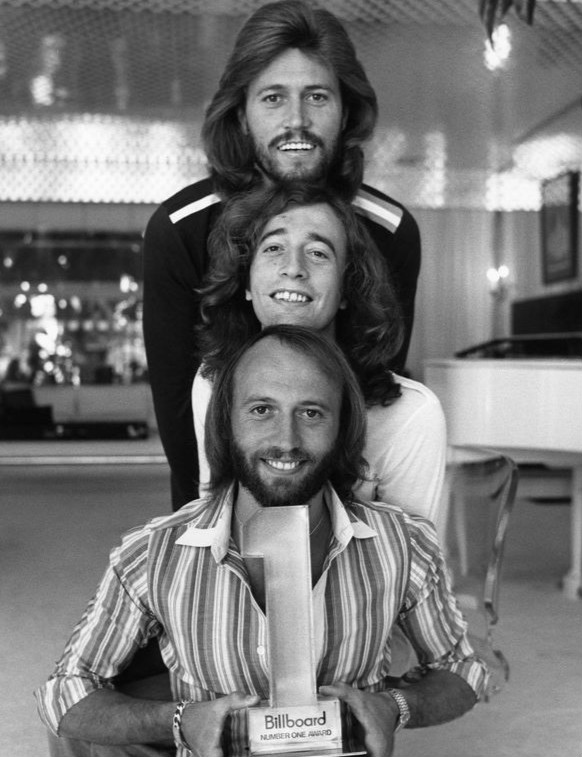
Ban nhạc Bee Gees đoạt giải 2 lần liên tiếp năm 1978 và 1979.

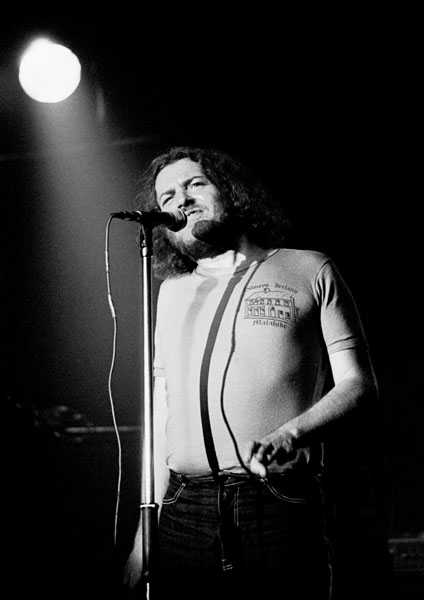
Joe Cocker từng thắng giải năm 1983.

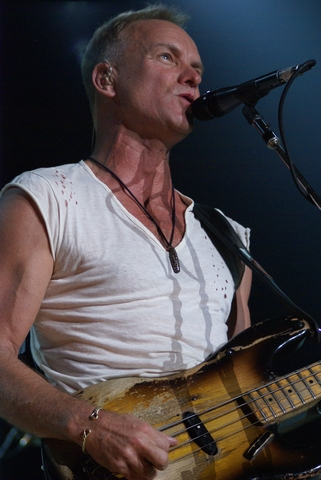
Ban nhạc The Police đoạt giải năm 1984.

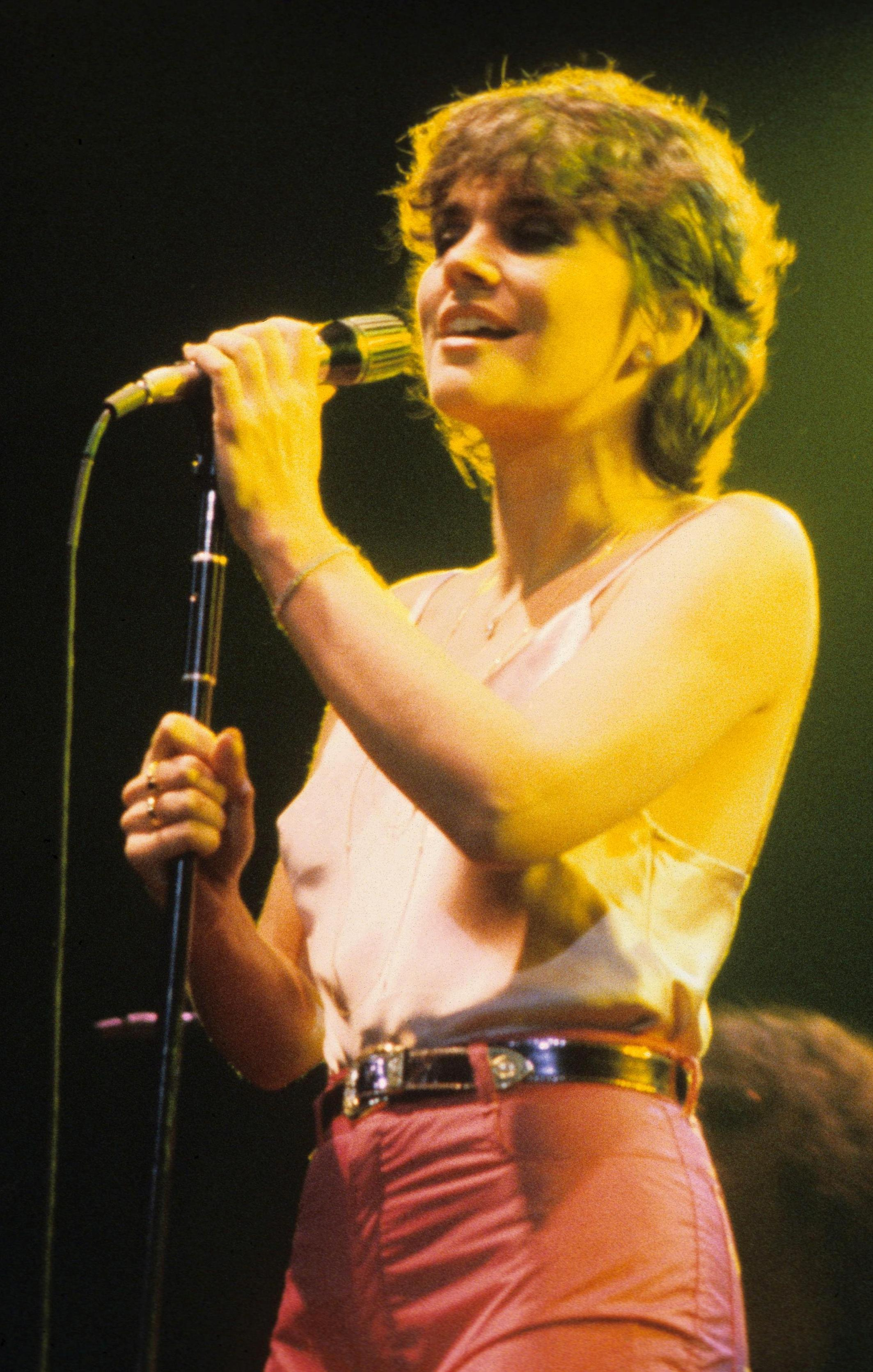
Linda Ronstadt trở thành nghệ sĩ đầu tiên đoạt giải cùng với Aaron Neville vào thập niên 90.

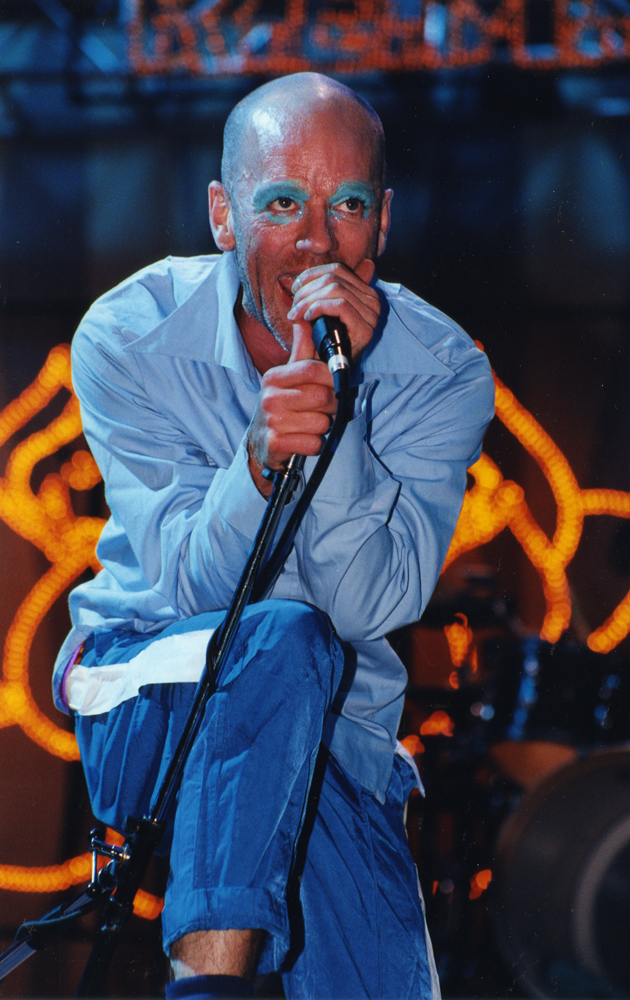
Michael Stipe cùng ban nhạc R.E.M. thắng giải năm 1992.

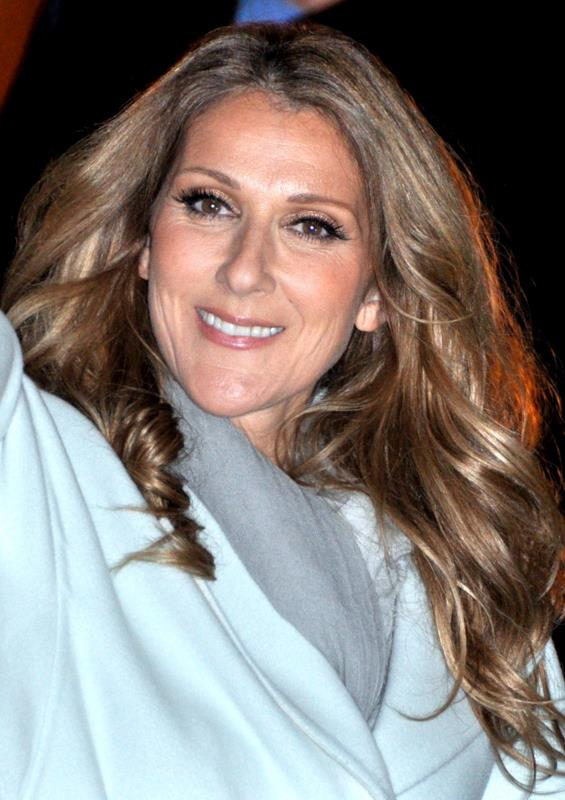
Celine Dion và Peabo Bryson cùng nhau đoạt giải năm 1993.

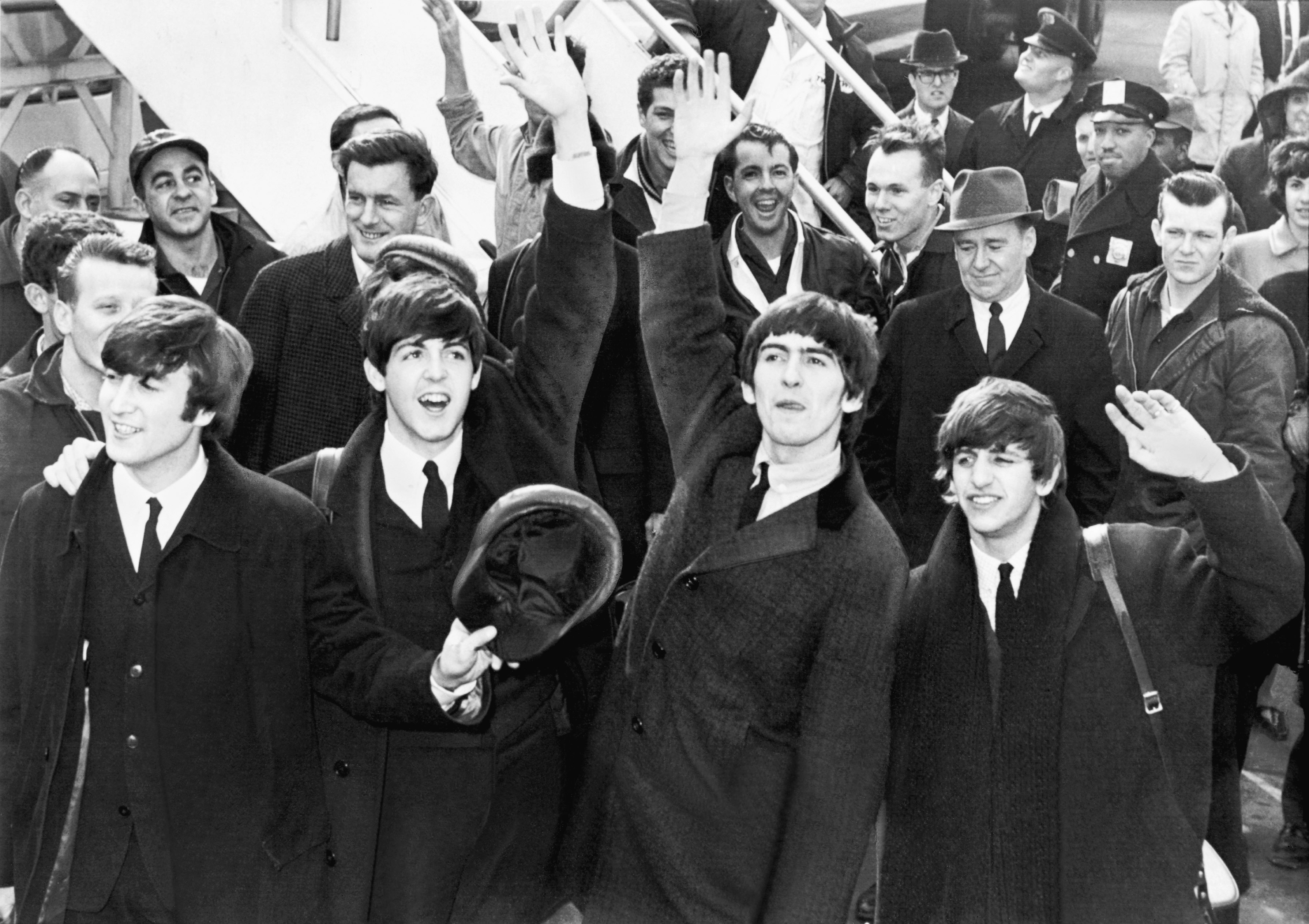
Ban nhạc huyền thoại The Beatles từng thắng giải năm 1997.

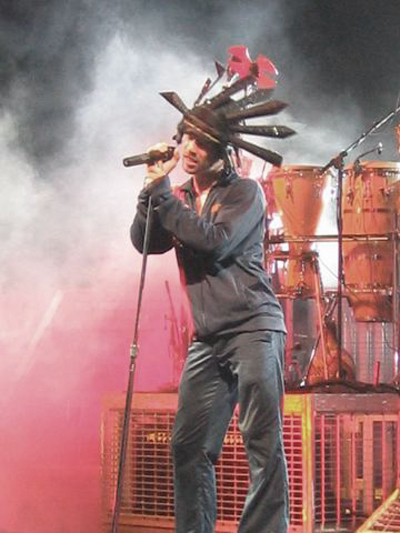
Nghệ sĩ Jamiroquai đoạt giải năm 1998 với "Virtual Insanity".

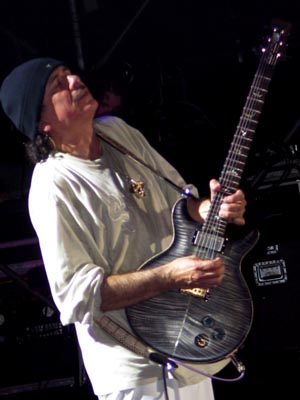
Ban nhạc Santana trở thành nghệ sĩ đầu tiên đoạt giải trong thế kỉ mới.

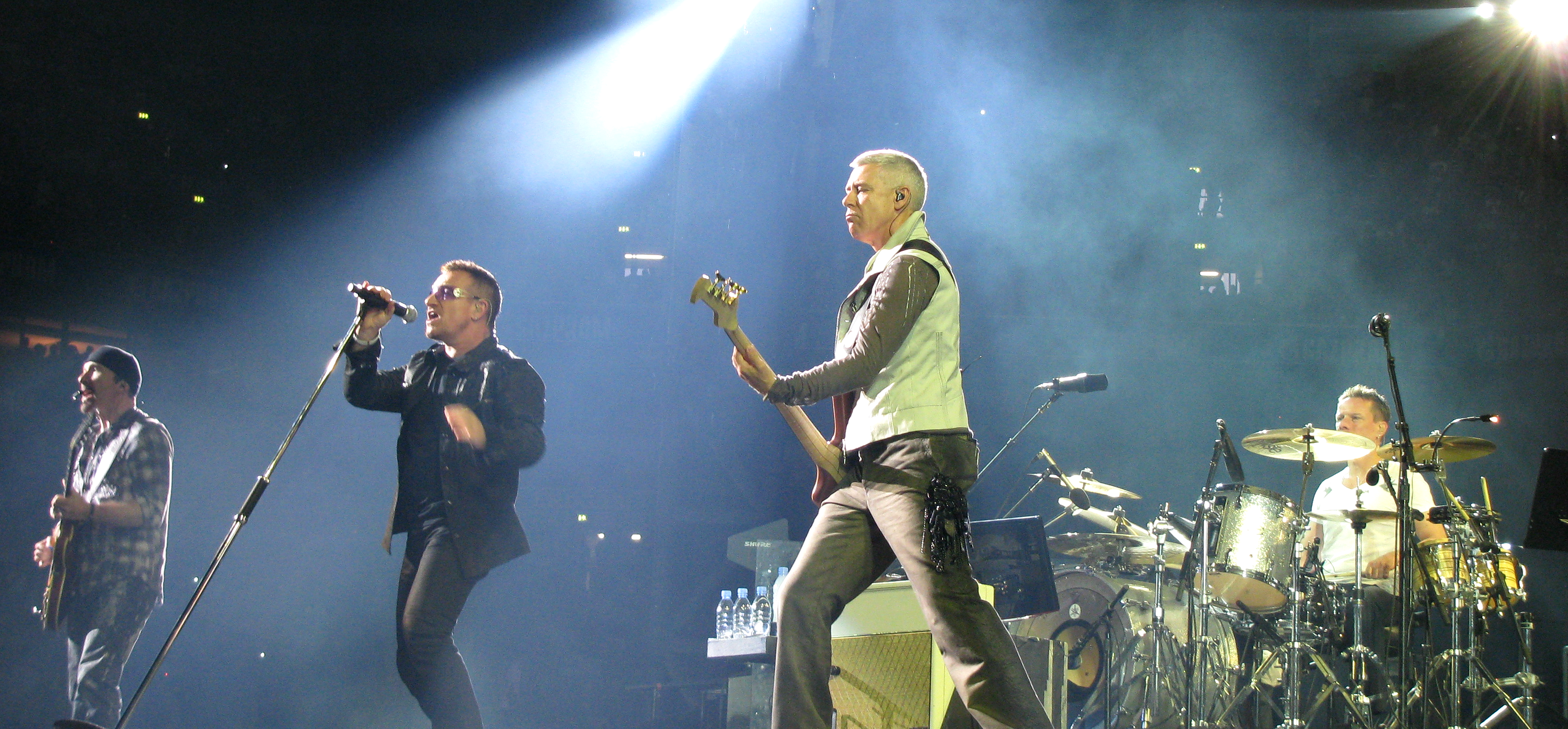
Ban nhạc huyền thoại U2 thắng giải năm 2002.

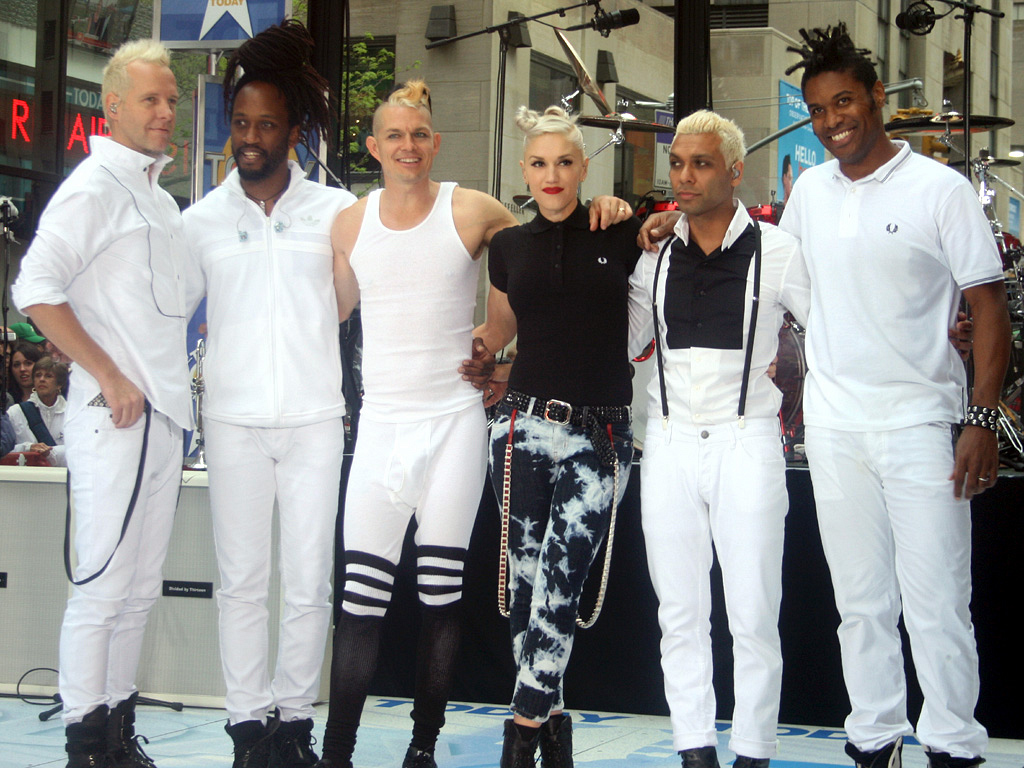
Ban nhạc No Doubt đoạt giải 2 năm liên tiếp 2003-2004.

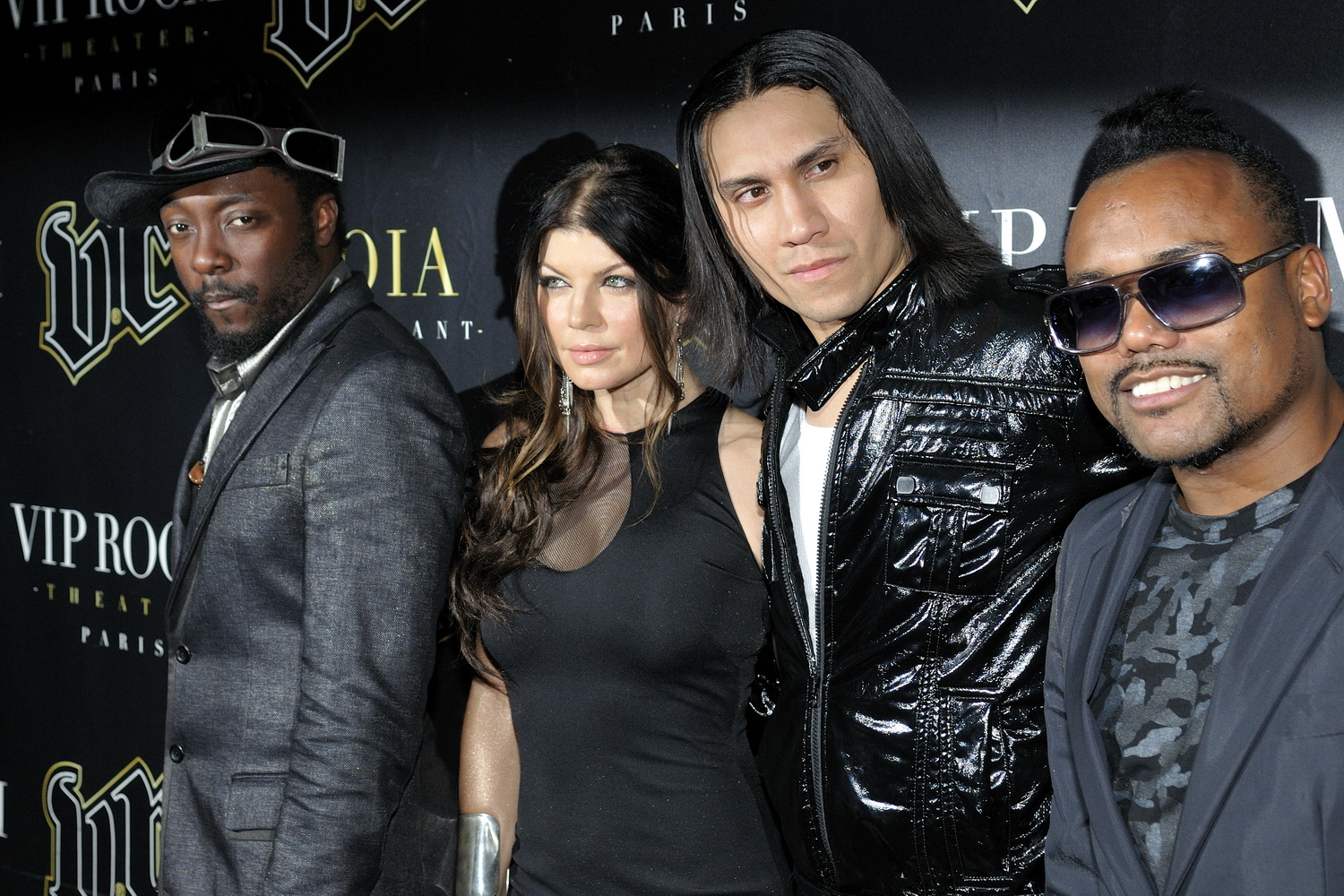
Nhóm The Black Eyed Peas giành chiến thắng trong lễ trao giải Grammy lần thứ 49 và 52.

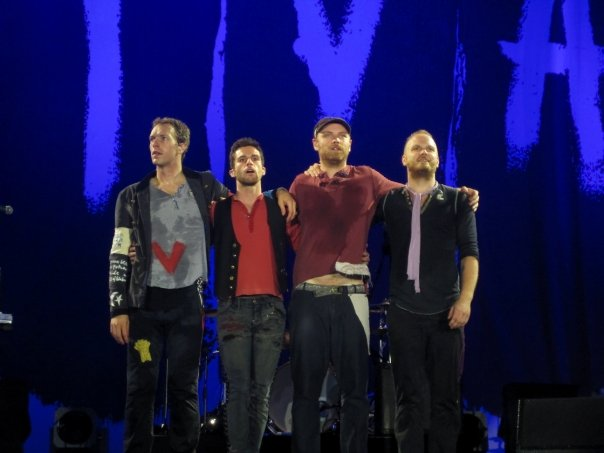
Ban nhạc Coldplay đoạt giải năm 2009.

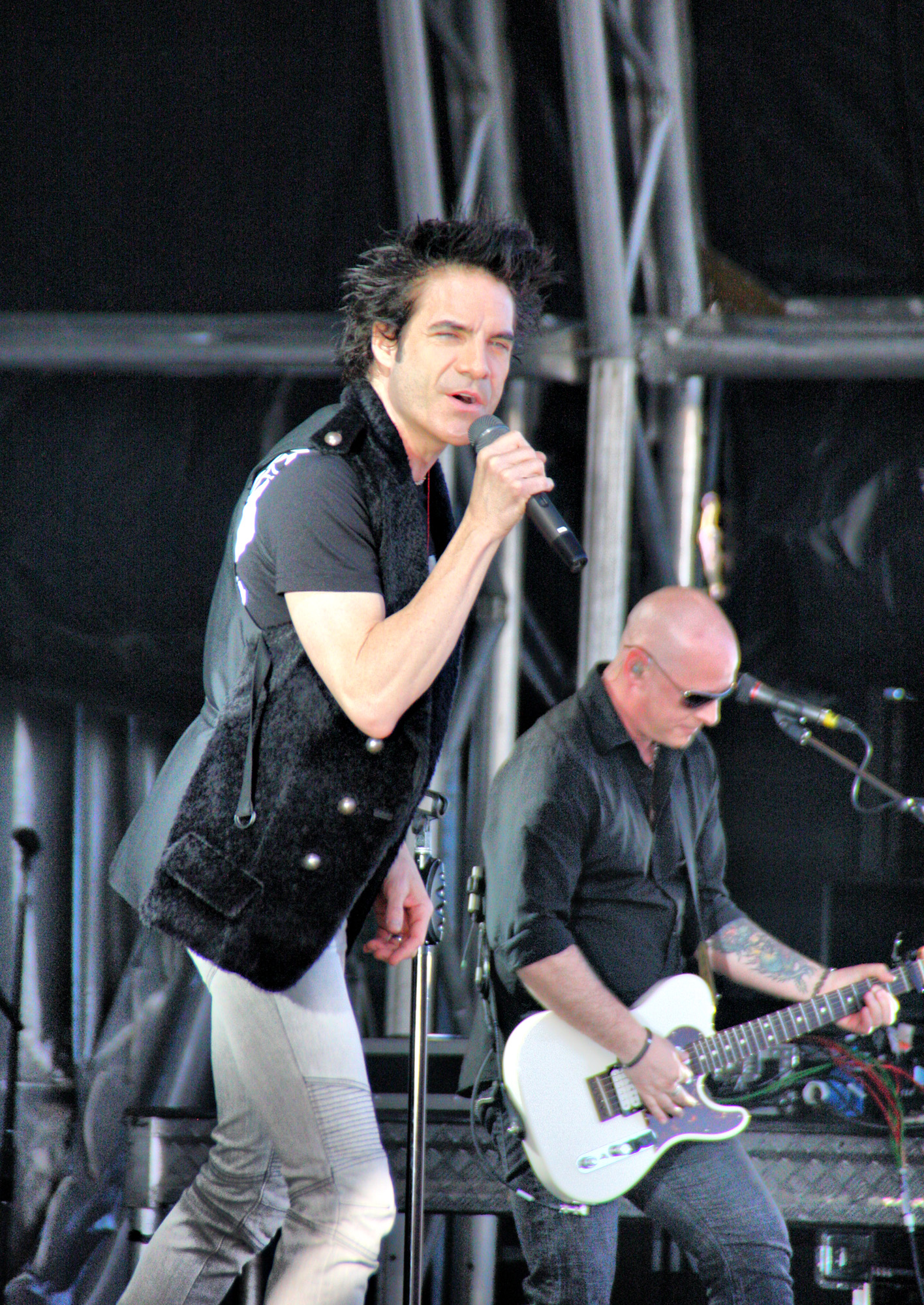
Ban nhạc Train là nghệ sĩ thắng cử cuối cùng vào năm 2011.

| Năm[I] | Nghệ sĩ trình diễn                                        | Ca khúc đoạt giải                                          | Các đề cử | Ghi chú |
| ------ | --------------------------------------------------------- | ---------------------------------------------------------- | --- | ------- |
| 1966   | The Statler Brothers                                      | "Flowers on the Wall"                                      | - "Stop! In the Name of Love" - The Supremes | [ 4 ]   |
| 1967   | The Mamas & The Papas                                     | "Monday, Monday"                                           | - "Guantanamera" - The Sandpipers | [ 5 ]   |
| 1968   | The 5th Dimension                                         | "Up, Up and Away"                                          | - "A Whiter Shade of Pale" - Procol Harum | [ 6 ]   |
| 1969   | Simon & Garfunkel                                         | "Mrs. Robinson"                                            | - "Woman, Woman" - Gary Puckett & The Union Gap | [ 7 ]   |
| 1970   | The 5th Dimension                                         | "Aquarius/Let the Sunshine In"                             | - Abbey Road - The Beatles - Blood, Sweat & Tears - Blood, Sweat & Tears - Crosby, Stills & Nash - Crosby, Stills & Nash - "Morning Girl" - The Neon Philharmonic                                                                     | [ 8 ]   |
| 1971   | The Carpenters                                            | "Close To You"                                             | - "Bridge Over Troubled Water" - Simon & Garfunkel | [ 9 ]   |
| 1972   | The Carpenters                                            | Carpenters                                                 | - "How Can You Mend a Broken Heart" - Bee Gees - Jesus Christ Superstar - The London Cast - "All I Ever Need Is You" - Sonny & Cher - "Joy To The World" - Three Dog Night                                                            | [ 10 ]  |
| 1973   | Roberta Flack & Donny Hathaway                            | "Where Is the Love"                                        | - "A Horse with No Name" - America - "Baby I'm-a Want You" - Bread - "I'd Like to Teach the World to Sing (In Perfect Harmony)" - The New Seekers - "Summer Breeze" - Seals & Crofts                                                  | [ 11 ]  |
| 1974   | Gladys Knight & the Pips                                  | "Neither One of Us (Wants to Be the First to Say Goodbye)" | - "Sing" - The Carpenters - "Tie a Yellow Ribbon Round the Ole Oak Tree" - Tony Orlando & Dawn - "Diamond Girl" - Seals & Crofts - "Live And Let Die" - Paul McCartney và Wings                                                       | [ 12 ]  |
| 1975   | Paul McCartney & Wings                                    | "Band on the Run"                                          | - Body Heat - Quincy Jones - "Rikki Don't Lose That Number" - Steely Dan - "You Make Me Feel Brand New" - The Stylistics - "Then Came You" - Dionne Warwick & The Spinners                                                            | [ 13 ]  |
| 1976   | The Eagles                                                | "Lyin' Eyes"                                               | - "Love Will Keep Us Together" - Captain & Tennille - "The Way We Were/Try to Remember" - Gladys Knight & The Pips - "My Little Town" - Simon & Garfunkel - A Capella II - The Singers Unlimited                                      | [ 14 ]  |
| 1977   | Chicago                                                   | "If You Leave Me Now"                                      | - "I'd Really Love to See You Tonight" - England Dan & John Ford Coley - "Don't Go Breaking My Heart" - Elton John & Kiki Dee - "Bohemian Rhapsody" - Queen - "Afternoon Delight" - Starland Vocal Band                               | [ 15 ]  |
| 1978   | Bee Gees                                                  | "How Deep Is Your Love"                                    | - CSN - Crosby, Stills & Nash - "Hotel California" - The Eagles - Rumours - Fleetwood Mac - Aja - Steely Dan | [ 16 ]  |
| 1979   | Bee Gees                                                  | Saturday Night Fever                                       | - "Three Times A Lady" - Commodores - "Got To Get You Into My Life" - Earth, Wind & Fire - "The Closer I Get to You" - Roberta Flack & Donny Hathaway - "FM (No Static At All)" - Steely Dan                                          | [ 17 ]  |
| 1980   | The Doobie Brothers                                       | Minute by Minute                                           | - "Sail On" - The Commodores - "Lonesome Loser" - Little River Band - "You Don't Bring Me Flowers" - Barbra Streisand & Neil Diamond - Breakfast In America - Supertramp                                                              | [ 18 ]  |
| 1981   | Barbra Streisand & Barry Gibb                             | "Guilty"                                                   | - "Biggest Part of Me" - Ambrosia - "He's So Shy" - The Pointer Sisters - "Don't Fall in Love with a Dreamer" - Kenny Rogers & Kim Carnes - "Against the Wind" - Bob Seger & The Silver Bullet Band                                   | [ 19 ]  |
| 1982   | The Manhattan Transfer                                    | "The Boy from New York City"                               | - Private Eyes - Hall & Oates - "Slow Hand" - The Pointer Sisters - "Endless Love" - Diana Ross & Lionel Richie - Gaucho - Steely Dan                                                                                                 | [ 20 ]  |
| 1983   | Joe Cocker & Jennifer Warnes                              | "Up Where We Belong"                                       | - "Hard to Say I'm Sorry" - Chicago - "Maneater" - Hall & Oates - "Ebony and Ivory" - Paul McCartney & Stevie Wonder - "Rosanna" - Toto                                                                                               | [ 21 ]  |
| 1984   | The Police                                                | "Every Breath You Take"                                    | - "Do You Really Want to Hurt Me" - Culture Club - "How Do You Keep the Music Playing?" - James Ingram & Patti Austin - "The Girl Is Mine" - Michael Jackson & Paul McCartney - "Islands in the Stream" - Kenny Rogers & Dolly Parton | [ 22 ]  |
| 1985   | The Pointer Sisters                                       | "Jump (For My Love)"                                       | - "Drive" - The Cars - "Hard Habit to Break" - Chicago - "Wake Me Up Before You Go-Go" - Wham! - "Owner of a Lonely Heart" - Yes | [ 23 ]  |
| 1986   | USA for Africa                                            | "We Are the World"                                         | - "Easy Lover" - Philip Bailey & Phil Collins - "I Want to Know What Love Is" - Foreigner - "The Power of Love" - Huey Lewis and the News - "Broken Wings" - Mr. Mister                                                               | [ 24 ]  |
| 1987   | Dionne Warwick, Elton John, Gladys Knight & Stevie Wonder | "That's What Friends Are For"                              | - "The Next Time I Fall" - Peter Cetera & Amy Grant - "On My Own" - Patti LaBelle & Michael McDonald - "All I Need Is a Miracle" - Mike + The Mechanics - "Holding Back the Years" - Simply Red                                       | [ 25 ]  |
| 1988   | Medley & Jennifer Warnes                                  | "(I've Had) The Time of My Life"                           | - "Alone" - Heart - "La Bamba" - Los Lobos - "Somewhere Out There" - Linda Ronstadt & James Ingram - "Breakout" - Swing Out Sister | [ 26 ]  |
| 1989   | The Manhattan Transfer                                    | Brasil                                                     | - Kokomo- The Beach Boys - "Wild, Wild West" - The Escape Club - "Anything for You" - Gloria Estefan & Miami Sound Machine - "Piano in the Dark" - Brenda Russell & Joe Esposito                                                      | [ 27 ]  |
| 1990   | Linda Ronstadt & Aaron Neville                            | "Don't Know Much"                                          | - "Love Shack" - The B-52's - "She Drives Me Crazy" - Fine Young Cannibals - "The Living Years" - Mike + the Mechanics - "If You Don't Know Me By Now" - Simply Red                                                                   | [ 28 ]  |
| 1991   | Linda Ronstadt & Aaron Neville                            | "All My Life"                                              | - "Roam" - The B-52's - "All I Wanna Do Is Make Love to You" - Heart - "Across the River" - Bruce Hornsby & the Range - "Unchained Melody" - Righteous Brothers - "Hold On" - Wilson Philips                                          | [ 29 ]  |
| 1992   | R.E.M.                                                    | "Losing My Religion"                                       | - The Commitments (Nhạc phim) - The Commitments - "More Than Words" - Extreme - "Right Here, Right Now" - Jesus Jones - "You're In Love" - Wilson Phillips                                                                            | [ 30 ]  |
| 1993   | Celine Dion & Peabo Bryson                                | "Beauty and the Beast"                                     | - "I Can't Dance" - Genesis - "Don't Let the Sun Go Down on Me" - George Michael & Elton John - "Diamonds & Pearls" - Prince & The New Power Generation - "Sometimes Love Just Ain't Enough" - Patty Smyth & Don Henley               | [ 31 ]  |
| 1994   | Peabo Bryson & Regina Belle                               | "A Whole New World"                                        | - "When I Fall in Love" - Celine Dion & Clive Griffin - "Man on the Moon" - R.E.M. - "The Music of the Night" - Barbra Streisand & Michael Crawford - "Love Is" - Vanessa Williams & Brian McKnight                                   | [ 32 ]  |
| 1995   | All-4-One                                                 | "I Swear"                                                  | - "The Sign" - Ace of Base - "Mmm Mmm Mmm Mmm" - Crash Test Dummies - "Stay (I Missed You)" - Lisa Loeb & Nine Stories - "I'll Stand by You" - The Pretenders                                                                         | [ 33 ]  |
| 1996   | Hootie & the Blowfish                                     | "Let Her Cry"                                              | - "I Can Love You Like That" - All-4-One - "Love Will Keep Us Alive" - The Eagles - "I'll Be There For You" - The Rembrandts - "Waterfalls" - TLC                                                                                     | [ 34 ]  |
| 1997   | The Beatles                                               | "Free as a Bird"                                           | - "As Long As It Matters" - Gin Blossoms - "When You Love a Woman" - Journey - "Fire on the Mountain" - The Neville Brothers - "Peaches" - The Presidents of the United States of America - "When You Wish Upon A Star" - Take 6      | [ 35 ]  |
| 1998   | Jamiroquai                                                | "Virtual Insanity"                                         | - "Never Ever" - All Saints - "Silver Springs" - Fleetwood Mac - "MMMBop" - Hanson - "Don't Speak" - No Doubt | [ 36 ]  |
| 1999   | The Brian Setzer Orchestra                                | "Jump, Jive an' Wail"                                      | - "I Don't Want To Miss A Thing" - Aerosmith - "One Week" - Barenaked Ladies - "Iris" - Goo Goo Dolls - "Crush" - Dave Matthews Band                                                                                                  | [ 37 ]  |
| 2000   | Santana                                                   | "Maria Maria"                                              | - "I Want It That Way" - Backstreet Boys - "Kiss Me" - Sixpence None the Richer - "All Star" - Smash Mouth - "Unpretty" - TLC | [ 38 ]  |
| 2001   | Steely Dan                                                | "Cousin Dupree"                                            | - "Show Me The Meaning Of Being Lonely" - Backstreet Boys - "Pinch Me" - Barenaked Ladies - "Breathless" - The Corrs - "Bye Bye Bye" - *NSYNC                                                                                         | [ 39 ]  |
| 2002   | U2                                                        | "Stuck in a Moment You Can't Get Out Of"                   | - "Shape of My Heart" - Backstreet Boys - "Superman (It's Not Easy)" - Five for Fighting - "Gone" - *NSYNC - "Imitation of Life" - R.E.M.                                                                                             | [ 40 ]  |
| 2003   | No Doubt                                                  | "Hey Baby"                                                 | - "Everyday" - Bon Jovi - "Girl All The Bad Guys Want" - Bowling for Soup - "Where Are You Going" - Dave Matthews Band - "Girlfriend" - *NSYNC                                                                                        | [ 41 ]  |
| 2004   | No Doubt                                                  | "Underneath It All"                                        | - "Misunderstood" - Bon Jovi - "Hole in the World" - The Eagles - "Stacy's Mom" - Fountains of Wayne - "Unwell" - Matchbox 20 | [ 42 ]  |
| 2005   | Los Lonely Boys                                           | "Heaven"                                                   | - "My Immortal" - Evanescence - "The Reason" - Hoobastank - "She Will Be Loved" - Maroon 5 - "It's My Life" - No Doubt | [ 43 ]  |
| 2006   | Maroon 5                                                  | "This Love (Trực tiếp)"                                    | - "Don't Lie" - The Black Eyed Peas - "Mr. Brightside" - The Killers - "More Than Love" - Los Lonely Boys - "My Doorbell" - The White Stripes                                                                                         | [ 44 ]  |
| 2007   | The Black Eyed Peas                                       | "My Humps"                                                 | - "I Will Follow You Into The Dark" - Death Cab for Cutie - "Over My Head (Cable Car)" - The Fray - "Is It Any Wonder?" - Keane - "Stickwitu" - The Pussycat Dolls                                                                    | [ 45 ]  |
| 2008   | Maroon 5                                                  | "Makes Me Wonder"                                          | - "(You Want to) Make a Memory" - Bon Jovi - "Home" - Daughtry - "Hey There Delilah" - Plain White T's - "Window in the Skies" - U2                                                                                                   | [ 46 ]  |
| 2009   | Coldplay                                                  | "Viva la Vida"                                             | - "Waiting in the Weeds" - The Eagles - "Going On" - Gnarls Barkley - "Won't Go Home Without You" - Maroon 5 - "Apologize" - OneRepublic                                                                                              | [ 47 ]  |
| 2010   | The Black Eyed Peas                                       | "I Gotta Feeling"                                          | - "We Weren't Born to Follow" - Bon Jovi - "Never Say Never" - The Fray - "Sara Smile" - Daryl Hall & John Oates - "Kids" - MGMT | [ 48 ]  |
| 2011   | Train                                                     | "Hey, Soul Sister (Trực tiếp)"                             | - "Don't Stop Believin'" - Glee Cast - "Misery" - Maroon 5 - "The Only Exception" - Paramore - "Babyfather" - Sade | [ 49 ]  |

- ^[I]  Các năm thắng giải đều được liên kết với lễ trao giải Grammy năm đó.

## Các kỷ lục
- Thắng giải nhiều nhất:

| Vị trí                | 1 |
| --------------------- | --- |
| Nghệ sĩ               | The Carpenters The Black Eyed Peas Maroon 5 No Doubt Bee Gees Peabo Bryson Linda Ronstadt Aaron Neville Jennifer Warnes |
| Tổng số lần đoạt giải | 2 |

- Nhiều đề cử nhất

| Vị trí        | 1           | 2                              | 3                 | 4 | 5 |
| ------------- | ----------- | ------------------------------ | ----------------- | --- | --- |
| Nghệ sĩ       | The Beatles | The Eagles Steely Dan Maroon 5 | Bon Jovi No Doubt | The Carpenters The Black Eyed Peas Hall & Oates N Sync R.E.M. Backstreet Boys Barbra Streisand Elton John Linda Ronstadt Gladys Knight | The Fray U2 Los Lonely Boys Dave Matthews Band Barenaked Ladies Bee Gees TLC (ban nhạc) Fleetwood Mac All-4-One Peabo Bryson Celine Dion The B-52's Heart (ban nhạc) Aaron Neville The Beach Boys James Ingram Stevie Wonder Dionne Warwick Simply Red Train Jennifer Warnes |
| Tổng số đề cử | 7           | 5                              | 4                 | 3 | 2 |